# Бахер, Феликс
Феликс Бахер (нем. Felix Bacher; родился 25 октября 2000 года, Лиенц, Австрия) — австрийский футболист, защитник клуба «Тироль».

## Клубная карьера
Феликс Бахер — воспитанник «Шваца», «Ваккера» и «АКА Тироль». 1 июля 2018 года перешёл в «Ваккер Инсбрук II». За клуб дебютировал в матче против «Юниорс». Дебют за «Ваккер Инсбрук» состоялся 26 июля 2019 года в матче против «Форвертс». В матче против «Лафница» получил две жёлтые карточки. Всего за клуб сыграл 38 матчей, где отдал 2 голевые передачи.
31 января 2020 года перешёл в «Фрайбург II» за 150 тысяч евро. Свой первый матч за клуб сыграл 22 февраля против «Хомбурга». В матче против «Аалена» забил свой первый гол и получил две жёлтые карточки. Всего за клуб сыграл 23 матча, где забил гол.
1 июля 2021 года перешёл в «Тироль». За клуб дебютировал 24 июля в матче против футбольного клуба «Адмира Ваккер Мёдлинг». Из-за разрыва мышечного пучка 25 сентября пропустил 56 дней. За «Тироль II» дебютировал в матче против «Фюгена». В матчах против «Аустрии (Клагенфурт)» и «ЛАСК» удалялся с поля. Свой первый гол забил в ворота «Вольфсберга».

## Карьера в сборной
За сборные Австрии Бахер сыграл 10 матчей.

## Достижения
- Победитель Региональной лиги «Юго-Запад»: 2020/21